# Saint-Léger-sur-Vouzance
Pour les articles homonymes, voir Saint-Léger et Vouzance.
Saint-Léger-sur-Vouzance est une commune française située dans le département de l'Allier, en région Auvergne-Rhône-Alpes.

## Géographie
La commune se situe dans les Basses Marches du Bourbonnais, à l'est du département de l'Allier.
Ses communes limitrophes sont :
|                        | Molinet                  | Chassenard |
| Le Pin                 | Saint-Léger-sur-Vouzance |            |
| Saint-Didier-en-Donjon | Luneau                   |            |

### Climat
Pour des articles plus généraux, voir Climat d'Auvergne-Rhône-Alpes et Climat de l'Allier.
En 2010, le climat de la commune est de type climat océanique dégradé des plaines du Centre et du Nord, selon une étude du CNRS s'appuyant sur une série de données couvrant la période 1971-2000. En 2020, Météo-France publie une typologie des climats de la France métropolitaine dans laquelle la commune est exposée à un climat océanique altéré et est dans la région climatique Centre et contreforts nord du Massif Central, caractérisée par un air sec en été et un bon ensoleillement.
Pour la période 1971-2000, la température annuelle moyenne est de 11,1 °C, avec une amplitude thermique annuelle de 16,6 °C. Le cumul annuel moyen de précipitations est de 795 mm, avec 11,6 jours de précipitations en janvier et 7,4 jours en juillet. Pour la période 1991-2020, la température moyenne annuelle observée sur la station météorologique de Météo-France la plus proche, « Saint-Didier_sapc », sur la commune de Saint-Didier-en-Donjon à 6 km à vol d'oiseau, est de 11,5 °C et le cumul annuel moyen de précipitations est de 762,6 mm,. Pour l'avenir, les paramètres climatiques de la commune estimés pour 2050 selon différents scénarios d'émission de gaz à effet de serre sont consultables sur un site dédié publié par Météo-France en novembre 2022.

## Urbanisme

### Typologie
Au 1er janvier 2024, Saint-Léger-sur-Vouzance est catégorisée commune rurale à habitat très dispersé, selon la nouvelle grille communale de densité à 7 niveaux définie par l'Insee en 2022.
Elle est située hors unité urbaine et hors attraction des villes,.

### Occupation des sols

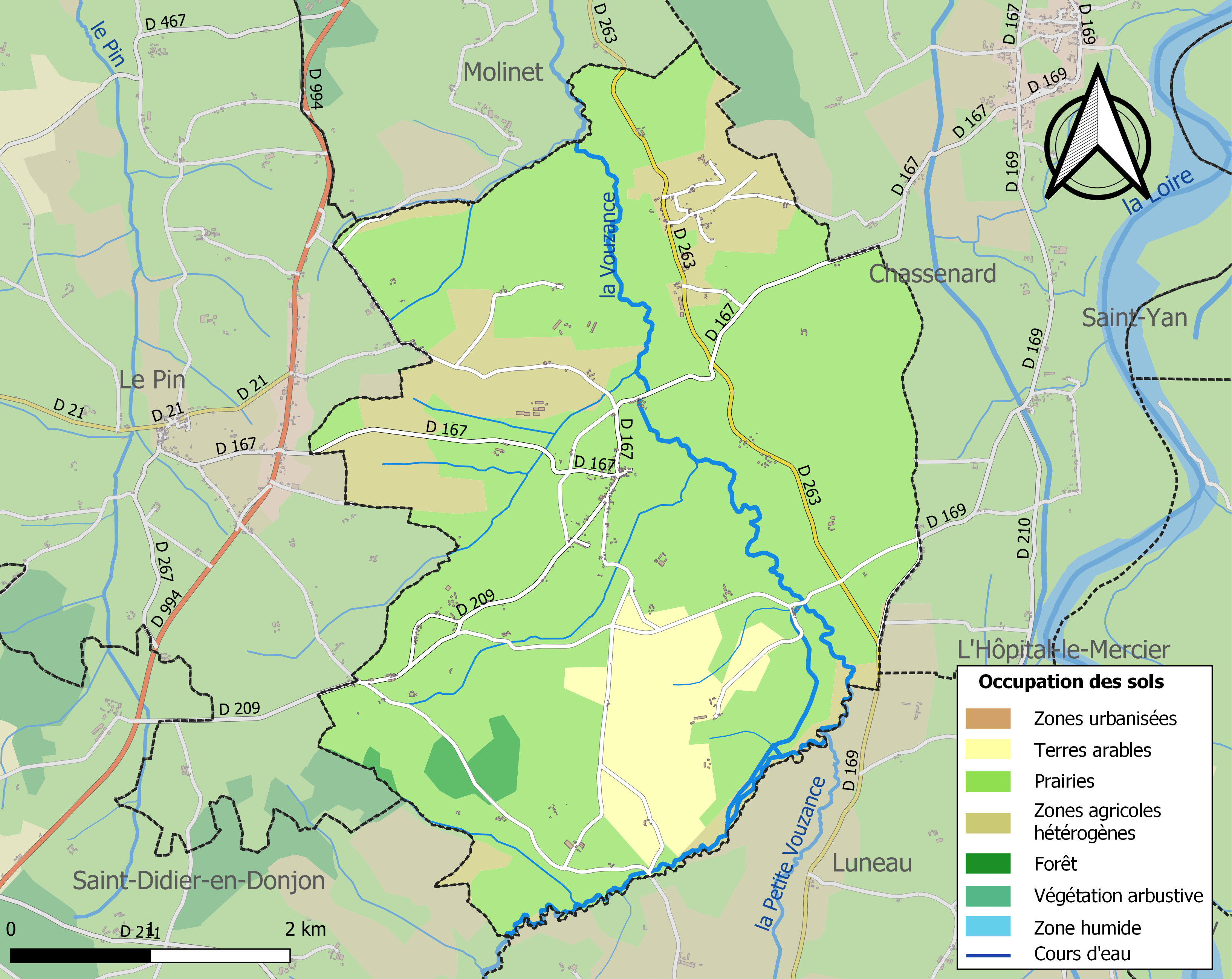
Carte des infrastructures et de l'occupation des sols de la commune en 2018 (CLC).

L'occupation des sols de la commune, telle qu'elle ressort de la base de données européenne d’occupation biophysique des sols Corine Land Cover (CLC), est marquée par l'importance des territoires agricoles (98,3 % en 2018), une proportion identique à celle de 1990 (98,3 %). La répartition détaillée en 2018 est la suivante : 
prairies (75,8 %), zones agricoles hétérogènes (14,3 %), terres arables (8,2 %), forêts (1,7 %).
L'IGN met par ailleurs à disposition un outil en ligne permettant de comparer l'évolution dans le temps de l'occupation des sols de la commune (ou de territoires à des échelles différentes). Plusieurs époques sont accessibles sous forme de cartes ou photos aériennes : la carte de Cassini (XVIIIe siècle), la carte d'état-major (1820-1866) et la période actuelle (1950 à aujourd'hui).

## Histoire
Alors qu'elle s'appelait Saint-Léger-des-Bruyères, la commune porta, au cours de la période révolutionnaire de la Convention nationale (1792-1795), le nom de Les Bruyères.
C'est en 1899 que son nom actuel fut choisi.

## Politique et administration
| Période                                  | Période                      | Identité         | Étiquette      | Qualité                      |
| ---------------------------------------- | ---------------------------- | ---------------- | -------------- | ---------------------------- |
| Les données manquantes sont à compléter. |                              |                  |                |                              |
| mars 2001                                | mars 2008                    | Marcel Contoux   | Sans étiquette |                              |
| mars 2008                                | mai 2020                     | Bernard Poignant | Sans étiquette | Cadre d'entreprise           |
| mai 2020                                 | En cours (au 8 juillet 2020) | Michel Rajaud    | DVG            | Agent de maîtrise - Retraité |

## Population et société

### Démographie
L'évolution du nombre d'habitants est connue à travers les recensements de la population effectués dans la commune depuis 1793. Pour les communes de moins de 10 000 habitants, une enquête de recensement portant sur toute la population est réalisée tous les cinq ans, les populations de référence des années intermédiaires étant quant à elles estimées par interpolation ou extrapolation. Pour la commune, le premier recensement exhaustif entrant dans le cadre du nouveau dispositif a été réalisé en 2006.

En 2022, la commune comptait 259 habitants, en évolution de −2,26 % par rapport à 2016 (Allier : −1,38 %, France hors Mayotte : +2,11 %).
| 1793 | 1800 | 1806 | 1821 | 1831 | 1836 | 1841 | 1846 | 1851 |
| ---- | ---- | ---- | ---- | ---- | ---- | ---- | ---- | ---- |
| 420  | 367  | 412  | 470  | 423  | 448  | 439  | 452  | 450  |

| 1856 | 1861 | 1866 | 1872 | 1876 | 1881 | 1886 | 1891 | 1896 |
| ---- | ---- | ---- | ---- | ---- | ---- | ---- | ---- | ---- |
| 490  | 506  | 538  | 510  | 530  | 558  | 551  | 525  | 562  |

| 1901 | 1906 | 1911 | 1921 | 1926 | 1931 | 1936 | 1946 | 1954 |
| ---- | ---- | ---- | ---- | ---- | ---- | ---- | ---- | ---- |
| 512  | 518  | 505  | 432  | 445  | 408  | 433  | 400  | 391  |

| 1962 | 1968 | 1975 | 1982 | 1990 | 1999 | 2006 | 2011 | 2016 |
| ---- | ---- | ---- | ---- | ---- | ---- | ---- | ---- | ---- |
| 421  | 398  | 353  | 343  | 350  | 312  | 291  | 276  | 265  |

| 2021 | 2022 | - | - | - | - | - | - | - |
| ---- | ---- | - | - | - | - | - | - | - |
| 261  | 259  | - | - | - | - | - | - | - |

## Culture locale et patrimoine

### Lieux et monuments
- L'église romane, du XIIe siècle et placée sous le vocable de saint Léger.
- La motte castrale de la Goutte Bornat, motte ronde couronnée de buissons et d'arbres presque intacte (6 mètres de haut environ et quelque 120 pas de circonférence)[20].
- Dans le bois de la Motte, autre motte castrale, à quelques centaines de mètres au nord-est du hameau des Tournus (restes de fortifications occupant un quadrilatère de 90 mètres de côté environ, laissant apparaitre une partie centrale peu élevée mais de remarquables « double-fossés »)[20].